# Lisandro López (calciatore 1983)
Lisandro López (Buenos Aires, 2 marzo 1983) è un ex calciatore argentino di origini italiane, di ruolo attaccante.

## Caratteristiche tecniche
È un centravanti dotato di grande temperamento, buona tecnica individuale e ottime doti acrobatiche; molto abile nel difendere palla e far salire la propria squadra, risulta caparbio anche nei dribbling.
È soprannominato Bandoneónista (in italiano Fisarmonicista).

## Carriera

### Club
Ha iniziato nel Racing Club, squadra di Avellaneda, con 26 gol in 71 presenze che gli valsero il passaggio al Porto, il 15 aprile 2005 viene acquistato il 50% del suo cartellino per 2,5 milioni di euro per la stagione successiva. Nella stagione 2007-2008 è stato il capocannoniere del campionato con 24 reti. Alla fine gli abitanti del nord hanno comprato l'altra metà del cartellino per 4,4 milioni di euro che apparteneva alla Rio Football Services.
Il 7 luglio 2009 viene acquistato dal Lione per 24 milioni di euro più quattro di bonus, divenendo così il calciatore più pagato nella storia del club. L'8 agosto seguente fa il suo esordio in campionato, nel pareggio per 2-2 sul campo del Le Mans, segnando il gol che permette alla sua squadra di pareggiare la partita. Nel 2010 è stato nominato Miglior giocatore stagionale della Ligue 1. Il 6 agosto 2013 gioca la sua ultima partita con il Lione, nel ritorno del preliminare di Champions League contro il Grasshoppers (1-0), contribuendo al passaggio del turno del club francese. In totale, con la maglia dell'OL ha collezionato 168 presenze (119 in Ligue 1, 31 nelle competizioni europee e 18 nelle coppe nazionali) e 82 gol (59 in Ligue 1, 12 nelle competizioni europee e 11 nelle coppe nazionali).
L'8 agosto 2013 viene acquistato per 7,5 milioni di euro dall'Al-Gharafa, società calcistica di Doha (Qatar). Il 17 febbraio 2015 rescinde il suo contratto. Dopo quattro giorni firma un contratto biennale con i brasiliani dell'Internacional. Il 9 dicembre ritorna al Racing Club. Rimane nel club fino al 19 gennaio 2021, giorno in cui annuncia il suo addio al club.
Sei giorni dopo avere lasciato i biancoazzurri firma per gli statunitensi dell'Atlanta United. Il 18 maggio seguente, dopo aver collezionato soltanto quattro presenze con il club americano, rescinde il proprio contratto.
Il 21 giugno 2021 viene ufficializzato il suo ritorno al Racing Club.

### Nazionale
Esordisce in nazionale maggiore il 9 marzo 2005 contro il Messico (1-1) per volere dell'allora commissario tecnico José Pekerman. Con l'arrivo in panchina di Diego Armando Maradona viene convocato regolarmente per le partite di qualificazione al mondiale del 2010. Segna il suo primo gol il 12 agosto 2009 nell'amichevole contro la Russia, siglando il gol del momentaneo 2-1 per l'albiceleste.

## Statistiche

### Presenze e reti nei club
Statistiche aggiornate al 30 luglio 2023.
| Stagione               | Squadra                | Campionato             | Campionato | Campionato | Coppe nazionali | Coppe nazionali | Coppe nazionali | Coppe continentali | Coppe continentali | Coppe continentali | Altre coppe | Altre coppe | Altre coppe | Totale | Totale |
| Stagione               | Squadra                | Comp                   | Pres       | Reti       | Comp            | Pres            | Reti            | Comp               | Pres               | Reti               | Comp        | Pres        | Reti        | Pres   | Reti   |
| ---------------------- | ---------------------- | ---------------------- | ---------- | ---------- | --------------- | --------------- | --------------- | ------------------ | ------------------ | ------------------ | ----------- | ----------- | ----------- | ------ | ------ |
| 2002-2003              | Racing Club            | PD                     | 3          | 0          | -               | -               | -               | -                  | -                  | -                  | -           | -           | -           | 3      | 0      |
| 2003-2004              | Racing Club            | PD                     | 31         | 8          | -               | -               | -               | -                  | -                  | -                  | -           | -           | -           | 31     | 8      |
| 2004-2005              | Racing Club            | PD                     | 37         | 18         | -               | -               | -               | -                  | -                  | -                  | -           | -           | -           | 37     | 18     |
| 2005-2006              | Porto                  | PL                     | 26         | 7          | CP              | 2               | 0               | UCL                | 2                  | 1                  | SP          | 1           | 0           | 31     | 8      |
| 2006-2007              | Porto                  | PL                     | 25         | 8          | CP              | 2               | 0               | UCL                | 8                  | 3                  | -           | -           | -           | 35     | 11     |
| 2007-2008              | Porto                  | PL                     | 27         | 24         | CP              | 6               | 0               | UCL                | 8                  | 3                  | SP          | 1           | 0           | 42     | 27     |
| 2008-2009              | Porto                  | PL                     | 28         | 10         | CP              | 6               | 1               | UCL                | 10                 | 6                  | -           | -           | -           | 44     | 17     |
| Totale Porto           | Totale Porto           | Totale Porto           | 106        | 49         |                 | 16              | 1               |                    | 28                 | 13                 |             | 2           | 0           | 152    | 63     |
| 2009-2010              | Olympique Lione        | L1                     | 33         | 15         | CF+CdL          | 1               | 2               | UCL                | 12                 | 7                  | -           | -           | -           | 46     | 24     |
| 2010-2011              | Olympique Lione        | L1                     | 27         | 17         | CF+CdL          | 3               | 0               | UCL                | 5                  | 2                  | -           | -           | -           | 35     | 19     |
| 2011-2012              | Olympique Lione        | L1                     | 28         | 16         | CF+CdL          | 6+3             | 7+1             | UCL                | 6                  | 1                  | -           | -           | -           | 43     | 25     |
| 2012-2013              | Olympique Lione        | L1                     | 31         | 11         | CF+CdL          | 0+2             | 0+1             | UEL                | 4                  | 2                  | -           | -           | -           | 37     | 14     |
| ago. 2013              | Olympique Lione        | L1                     | 0          | 0          | CF+CdL          | 0               | 0               | UCL                | 2                  | 0                  | -           | -           | -           | 2      | 0      |
| Totale Olympique Lione | Totale Olympique Lione | Totale Olympique Lione | 119        | 59         |                 | 15              | 11              |                    | 31                 | 12                 |             | -           | -           | 163    | 82     |
| 2013-2014              | Al-Gharafa             | QL                     | 23         | 9          | SJC+EQC         | 3+3             | 1+2             | -                  | -                  | -                  | -           | -           | -           | 29     | 12     |
| 2014-2015              | Al-Gharafa             | QL                     | 17         | 4          | SJC             | 0               | 0               | -                  | -                  | -                  | -           | -           | -           | 17     | 4      |
| Totale Al-Gharafa      | Totale Al-Gharafa      | Totale Al-Gharafa      | 40         | 13         |                 | 6               | 3               |                    | -                  | -                  |             | -           | -           | 46     | 16     |
| 2015                   | Internacional          | PD/RS+A                | 7+24       | 2+4        | CB              | 0               | 0               | CL                 | 6                  | 3                  | -           | -           | -           | 37     | 9      |
| 2016                   | Racing Club            | PD                     | 12         | 4          | CA              | 0               | 0               | CL                 | 9                  | 4                  | -           | -           | -           | 21     | 8      |
| 2016-2017              | Racing Club            | PD                     | 19         | 7          | CA              | 3               | 2               | -                  | -                  | -                  | -           | -           | -           | 22     | 9      |
| 2017-2018              | Racing Club            | PD                     | 20         | 7          | CA              | 2               | 1               | CS+CL              | 6+8                | 0+1                | -           | -           | -           | 22     | 6      |
| 2018-2019              | Racing Club            | PD                     | 24         | 17         | CA              | 0               | 0               | -                  | -                  | -                  | -           | -           | -           | 19     | 16     |
| 2019-2020              | Racing Club            | PD                     | 20         | 4          | CA+CdL          | 1+0             | 1+0             | -                  | -                  | -                  | -           | -           | -           | 21     | 5      |
| 2020-gen. 2021         | Racing Club            | -                      | -          | -          | CdL             | 3+3             | 0+1             | CL                 | 8                  | 0                  | -           | -           | -           | 14     | 1      |
| gen.-mag. 2021         | Atlanta United         | MLS                    | 2          | 0          | -               | -               | -               | CCL                | 2                  | 0                  | -           | -           | -           | 4      | 0      |
| giu.-dic. 2021         | Racing Club            | PD                     | 18         | 3          | CdL             | -               | -               | CL                 | 0                  | 0                  | -           | -           | -           | 18     | 3      |
| Totale Racing Club     | Totale Racing Club     | Totale Racing Club     | 184        | 68         |                 | 12              | 5               |                    | 33                 | 5                  |             | -           | -           | 229    | 78     |
| 2022                   | Sarmiento (J)          | PD                     | 23         | 6          | CA+CdL          | 1+11            | 0+1             | -                  | -                  | -                  | -           | -           | -           | 35     | 7      |
| 2023                   | Sarmiento (J)          | PD                     | 22         | 2          | CA+CdL          | 1+4             | 0               | -                  | -                  | -                  | -           | -           | -           | 27     | 2      |
| Totale Sarmiento       | Totale Sarmiento       | Totale Sarmiento       | 45         | 8          |                 | 17              | 1               |                    | -                  | -                  |             | -           | -           | 62     | 9      |
| Totale carriera        | Totale carriera        | Totale carriera        | 527        | 203        |                 | 66              | 22              |                    | 98                 | 33                 |             | 2           | 0           | 693    | 258    |

### Presenze e reti in nazionale
| Cronologia completa delle presenze e delle reti in nazionale ― Argentina | Cronologia completa delle presenze e delle reti in nazionale ― Argentina | Cronologia completa delle presenze e delle reti in nazionale ― Argentina | Cronologia completa delle presenze e delle reti in nazionale ― Argentina | Cronologia completa delle presenze e delle reti in nazionale ― Argentina | Cronologia completa delle presenze e delle reti in nazionale ― Argentina | Cronologia completa delle presenze e delle reti in nazionale ― Argentina | Cronologia completa delle presenze e delle reti in nazionale ― Argentina |
| Data                                                                     | Città                                                                    | In casa                                                                  | Risultato                                                                | Ospiti                                                                   | Competizione                                                             | Reti                                                                     | Note                                                                     |
| ------------------------------------------------------------------------ | ------------------------------------------------------------------------ | ------------------------------------------------------------------------ | ------------------------------------------------------------------------ | ------------------------------------------------------------------------ | ------------------------------------------------------------------------ | ------------------------------------------------------------------------ | ------------------------------------------------------------------------ |
| 9-3-2005                                                                 | Los Angeles                                                              | Argentina                                                                | 1 – 1                                                                    | Messico                                                                  | Amichevole                                                               | -                                                                        | 60’                                                                      |
| 17-8-2005                                                                | Budapest                                                                 | Ungheria                                                                 | 1 – 2                                                                    | Argentina                                                                | Amichevole                                                               | -                                                                        | 64’                                                                      |
| 26-3-2008                                                                | Il Cairo                                                                 | Egitto                                                                   | 0 – 2                                                                    | Argentina                                                                | Amichevole                                                               | -                                                                        | 86’                                                                      |
| 4-6-2008                                                                 | San Diego                                                                | Messico                                                                  | 1 – 4                                                                    | Argentina                                                                | Amichevole                                                               | -                                                                        | 84’                                                                      |
| 8-6-2008                                                                 | New York                                                                 | Stati Uniti                                                              | 0 – 0                                                                    | Argentina                                                                | Amichevole                                                               | -                                                                        | 64’ 84’                                                                  |
| 20-8-2008                                                                | Minsk                                                                    | Bielorussia                                                              | 0 – 0                                                                    | Argentina                                                                | Amichevole                                                               | -                                                                        | 79’                                                                      |
| 12-8-2009                                                                | Mosca                                                                    | Russia                                                                   | 2 – 3                                                                    | Argentina                                                                | Amichevole                                                               | 1                                                                        | 46’                                                                      |
| Totale                                                                   |                                                                          | Presenze                                                                 | 7                                                                        |                                                                          | Reti                                                                     | 1                                                                        |                                                                          |

## Palmarès

### Club
- Campionato portoghese: 4

Porto: 2005-2006, 2006-2007, 2007-2008, 2008-2009
- Coppa del Portogallo: 2

Porto: 2005-2006, 2008-2009
- Supercoppa di Portogallo: 1

Porto: 2006
- Coppa di Francia: 1

Olympique Lione: 2011-2012
- Supercoppa francese: 1

Olympique Lione: 2012
- Campionato argentino: 1

Racing Club: 2018-2019
- Supercoppa argentina: 1

Racing Club: 2019

### Individuale
- Capocannoniere della Primeira Liga: 1

2007-2008 (24 gol)
- Capocannoniere della Primera División: 1

2018-2019 (17 gol)